# دمبیدولو
دمبیدولو (به لاتین: Dembidolo) یک منطقهٔ مسکونی در اتیوپی است . دمبیدولو ۲۹٬۴۴۸ نفر جمعیت دارد و ۱٬۷۰۱ متر بالاتر از سطح دریا واقع شده‌است.